# Pero de Gamboa
Pero de Gamboa (c. 1563 — Bente, 17 de marzo de 1638) fue un maestro de capilla y compositor portugués del Renacimiento.
Fue uno de los tres máximos representantes de la escuela musical renacentista de Braga, junto con los maestros de capilla Miguel da Fonseca y Lourenço Ribeiro. Este último fue su sucesor directo en el cargo.

## Vida

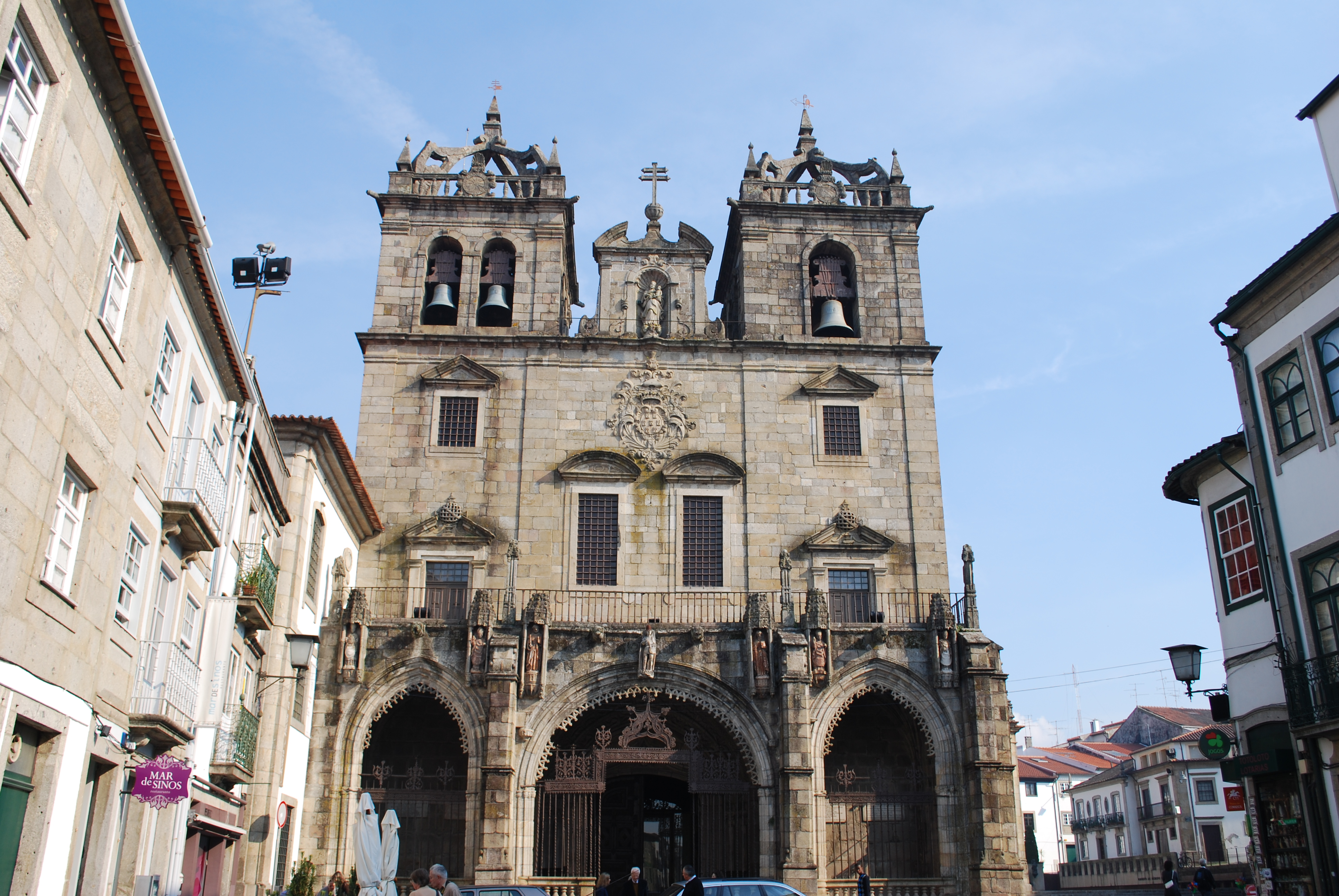
Catedral de Braga

Pero de Gamboa nació probablemente hacia 1563. Sucedió a Baltazar Vieira como maestro de capilla de la Catedral de Braga a principios de 1585. El 6 de abril del mismo año fue nombrado diácono y el 20 de abril fue ordenado sacerdote. Acumuló además el cargo de abad de la Iglesia de San Pelayo de Arcos, dejando el cargo dos años más tarde, en 1587. Después de 1587, compaginó nuevamente su ocupación de maestro de capilla con la de capellán de las Iglesias de San Salvador de Bente y San Miguel de Seide, en el antiguo municipio de Landim (actualmente en el municipio de Vila Nova de Famalicão), continuando, no obstante, a residir en la ciudad de Braga.
Se desconoce el año exacto en que dejó de trabajar en la catedral, aunque parece probable el año 1594. En ese momento cambió su residencia a Bente. De este período sobrevive un episodio al que se hace referencia en el segundo volumen de la obra Benedictina lusitana de fray Leão de São Tomás:

Um moço de pouca idade tinha uma mão disforme por respeito de um lobinho que lhe nasceu nas costas dela; Vivia em casa de um seu tio abade, perto do Mosteiro de Landim, chamado Pero de Gamboa, bem conhecido nestes tempos próximos por mestre e compositor de música. Como morava tão perto de Santo Tirso trouxe um dia o sobrinho consigo e fazendo oração ao glorioso patriarca, untou-lhe as costas da mão em que tinha o lobinho com o azeite da lâmpada que ardia diante dele. Depois, entrou para dentro do mosteiro visitar ao Padre Frei Gregório da Cruz, que era seu discípulo, e dando-lhe conta da ocasião da sua vinda, disse para o sobrinho: “Mostrai, filho, mostrai a vossa mão ao padre.” E, mostrando o moço a mão, não se viu nela o lobinho, nem vestígio ou sinal onde estivesse.
Un mozo de poca edad tenía una mano deforme debido a un quiste que le salió en el reverso de la mano; vivía en casa de un tío suyo abad, cerca del Monasterio de Ladim, llamado Pero de Gamboa, bien conocido en estos tiempos próximos por maestro y compositor de música. Como morava tan cerca de San Tirso trajo un día al sobrino consigo y haciendo oración al glorioso patriarca, le untó el reverso de la mano en la que tenía el quista con el aceite de la lámpara que ardía delante de él. Después, entró para adentro del monasterio para visitar al padre fray Gregório da Cruz, que era su discípulo, y dándole relato de la ocasión de su venida, le dijo a su sobrino: «Muéstrale, hijo, muéstrale tu mano al padre.» Y, monstrando el mozo la mano, no se vio en ella el quiste, ni vestigio o señal de donde estuviera.
Fray Leão de São Tomás, Benedictina Lusitana

De este registro se puede deducir que Gamboa tuvo importantes vínculos con la orden benedictina y que formó musicalmente al menos a un discípulo, el padre Gregorio da Cruz.
Murió en Bente el 17 de marzo de 1638.

## Obra
Su obra siguió siendo bastante popular en los años posteriores a su muerte. A finales del siglo XIX, Ernesto Vieira lo incluye en su diccionario de músicos portugueses; sin embargo, Vieira afirma desconocer cualquier información sobre su vida y obra que no sea el relato del milagro de fray Leão de São Tomás. De hecho, se conserva un pequeño conjunto musical de Gamboa en dos manuscritos conservados en la Biblioteca Pública Municipal de Oporto. Son, en total, 16 piezas religiosas en latín que permiten caracterizar a su autor como uno de los mejores compositores portugueses de su tiempo.